# RX Bootis
RX Bootis, eller HD 126327, är en ensam stjärna belägen i den mellersta delen av stjärnbilden Björnvaktaren. Den har en skenbar magnitud som varierar 6,43 - 9,1 och kräver en kraftig handkikare eller ett mindre teleskop för att kunna observeras. Baserat på uppmätt parallax på ca 7,31 mas beräknas den befinna sig på ett avstånd av ca 440 ljusår (ca 136 parsec) från solen. Den rör sig bort från solen med en heliocentrisk radialhastighet av ca 4 km/s.

## Observation
Under perioden 1880 till 1892 observerade Ernst Hartwig stjärnan (då känd som BD +26°2563) och upptäckte att dess ljusstyrka varierar. Denna upptäckt tillkännagavs 1893, och stjärnan fick 1911 dess variabelbeteckning RX Bootis. Många perioder har rapporterats för stjärnans ljusstyrkeförändringar, som 78, 158, 160, 179, 278 och 340  dygn. Vissa studier har funnit par av perioder, vilket tyder på att stjärnan är en dubbelmodsoscillator.

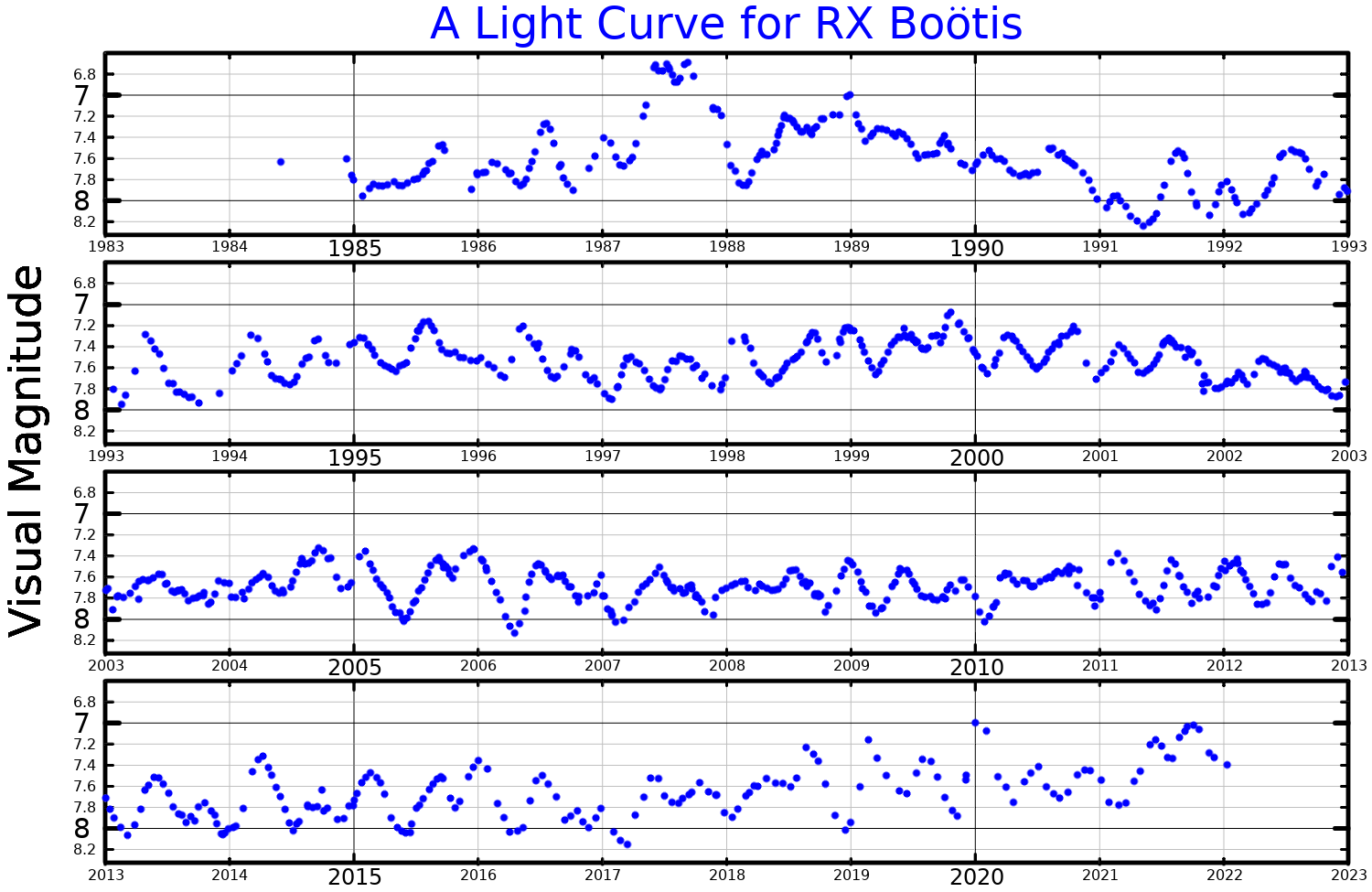
Ljuskurva i visuella bandet för RX Boötis, anpassadad från data publicerade av Cadmus (2024)

RX Bootis är en syrerik AGB-stjärna och den förlorar massa via en stjärnvind, vilket skapar ett omgivande hölje (CSE). Nära infraröd strålning från stoft i detta CSE observerades under Two-Micron Sky Survey, publicerad 1969. Data från IRAS-satelliten på 60 mikron visade ett stoftskal med en radie på 6,6 bågminuter (ca 0,8 ljusår). I slutet av 1970-talet observerades kolmonoxid (CO) i CSE, som expanderade från stjärnan med 7,8 ± 1,5 km/sek. En senare studie av CO-emissionslinjerna gav en uppskattning av stjärnans massförlusthastighet på 3,6 × 10-6  solmassa per år. RX Bootis kanske ännu inte har börjat förlora massa i hög takt. Stark, variabel vattenmaser-emission vid 22 GHz ses, som härrör från en ofullständig ring av ljusa fläckar, som var och en varar i ungefär ett år, arrangerade i en ofullständig ring vars inre radie är 15 AE med en tjocklek på 22 AE. En fjärrultraviolett bild av stjärnan erhållen från GALEX visar en chockvåg 325 bågsekunder (ca 0,7 ljusår) från stjärnan, där vinden från RX Bootis kolliderar med det interstellära mediet.
VLBI-observationer av RX Bootis har gett en avståndsuppskattning till RX Bootis på 136 ± 10 parsec, mindre än Gaias värde på 156 ± 6 parsec. Optiskt uppmätta parallaxer för AGB-stjärnor, som Gaias, kan ha större fel än normalt på grund av pulseringarna och den stoftrika miljön i dessa stjärnor.

## Egenskaper
RX Bootis är en röd jättestjärna av spektralklass M7.5e. Den har en massa som av cirka 2,2 solmassor, en radie av ca 270 solradier och utsänder energi från dess fotosfär motsvarande ca 3 630 gånger solen vid en effektiv temperatur av ca 2 750 K. Stjärnan är en halvregelbunden variabel.